# Bill Henderson (zanger)
William Randall Henderson (Chicago, 19 maart 1926 - Los Angeles, 3 april 2016) was een Amerikaanse jazzzanger en acteur.

## Biografie
Bill Henderson, die werd beïnvloed door Joe Williams, begon zijn professionele carrière als zanger in 1952, toen hij in Chicago optrad met Ramsey Lewis. Hij verhuisde daarna naar New York, waar hij als solist werkte. In juni 1958 nam Henderson met de band van Horace Silver een vocale versie op van diens compositie Señor Blues bij Blue Note Records. In oktober ontstonden vier nummers met het trio van de organist Jimmy Smith, met onder andere de nummers Ain't That Love en de jazzstandard Willow Weep for Me.
Eind oktober 1959 nam hij met Benny Golsons orkest, bestaande uit Booker Little, Bernard McKinney, Yusef Lateef, Wynton Kelly, Paul Chambers en Jimmy Cobb, zijn eerste album Bill Henderson Sings op voor Vee Jay Records, waaronder zijn interpretatie van de bop-klassieker Moanin' . Eind 1960 ontstonden vier verdere nummers voor Vee Jay Records, waaronder het Percy Mayfield-nummer Please Send Me Someone to Love, waarbij de zanger werd begeleid door Tommy Flanagan, Freddie Green, Milt Hinton en Elvin Jones.
In 1961 was Henderson met Art Blakey's Jazz Messengers op tournee in Japan. In 1963 ontstond een album voor MGM Records, waarbij hij werd begeleid door het Oscar Peterson Trio. Ondanks zijn talent lukte hem tijdens de jaren 1960 niet de artistieke doorbraak. In 1965 verscheen de single Who Can I Turn To? bij Verve Records, gevolgd door het album Bill Henderson. In 1966 vertolkte hij onder andere de Lennon/McCartney-klassieker Yesterday in het Count Basie Orchestra (Basie Beatle Bag).
Bill Henderson vestigde zich daarna in Los Angeles, waar hij als acteur werkte en nog af en toe optrad met een band. Tijdens de jaren 1970 speelde Henderson nog enkele albums in en trad hij overwegend op rondom Los Angeles. In 1999 trad Henderson opnieuw in verschijning, toen hij meewerkte aan Charlie Hadens album The Art of the Song (Why Dont' I Choose You). In mei 2007 ontstond het livealbum Beautiful Memory: Live at Vic, waaraan ook de drummer Roy McCurdy meewerkte.
De auteur Will Friedwald eert de zanger Bill Henderson ondanks zijn weinige opnamen als de uiteindelijke zanger van de bop.

## Overlijden
Bill Henderson overleed in april 2016 op 90-jarige leeftijd.

## Discografie
- 1956–1958: Horace Silver: Six Pieces of Silver (Blue Note)
- ????: Bill Henderson: Please Send Me Someone to Love (Vee Jay)
- 1993, 2000: Bill Henderson: The Complete Vee-Jay Recordings Vol. 1 & 2 (Koch)
- 1963: Bill Henderson with the Oscar Peterson Trio (Verve)

- Bibliothèque nationale de France: cb13926969f (data)
- Gemeinsame Normdatei: 13513062X
- International Standard Name Identifier: 0000 0000 7839 1065
- Library of Congress Control Number: n91003306
- MusicBrainz: c129a4f3-f6d9-4f73-8b67-69f38ce72f9a
- Nederlandse Thesaurus van Auteursnamen: 097913480
- Istituto Centrale per il Catalogo Unico: DDSV157472
- Virtual International Authority File: 19868286
- WorldCat: E39PBJpv63tJd69wxpRvC3Tyh3